# Дьюар, Джеймс
Джеймс Дьюар (англ. James Dewar, 20 сентября 1842, Кинкардин-он-Форт, Шотландия — 27 марта 1923, Лондон) — шотландский физик и химик.
В 1861 году окончил Эдинбургский университет. В 1867—1869 годах стажировался в Боннском университете у Ф. А. Кекуле. С 1869 года работал в Ветеринарном колледже Эдинбурга. В 1875—1923 годах — профессор Кембриджского университета, в 1877—1923 годах — лондонского Королевского института. Президент Лондонского химического общества с 1897 по 1899 год.
Награждён медалями Румфорда (1894) и Лавуазье (1904).

## Ранние годы
Джеймс Дьюар родился в Кинкардин-он-Форте в 1842 году и был младшим из шести сыновей. В возрасте 15 лет он потерял родителей. Среднее образование получил в престижной школе для мальчиков Dollar Academy, а затем поступил в Эдинбургский университет, где учился у Л.Плейфеера, а позднее стал его помощником. Дьюар также учился у Августа Кекуле в Бонне.

## Карьера и исследования
В 1875 году Дьюар был избран профессором натуральной экспериментальной философии в Кембриджском университете (колледж Питерхауса). Он стал членом Королевского института Великобритании, а в 1877 году заменил доктора Джона Холла Гладстона в должности профессора химии. Дьюар занимал посты президента Лондонского химического общества (1897 г.) и Британской ассоциации содействия развитию науки (1902 г.), а также служил в Комитете по взрывчатым веществам и в Королевской комиссии, созданной для изучения водоснабжения Лондона с (1893—1894 гг.). Именно во время его службы в Комитете по взрывчатым веществам Дьюар вместе с Ф. А. Абелем разработал альтернативу бездымного пороха — кордит.
В 1867 году Дьюар предложил несколько химических формул для бензола. По иронии судьбы одна из формул, не соответствующая настоящей формуле бензола, соответствует полученному уже в XX веке веществу, которое иногда называют бензолом Дьюара.
Круг его научных интересов был весьма широк: органическая химия, водород и его физические константы, высокотемпературные исследования, температура Солнца и электрической искры, электрофотометрия и химия электрической дуги.
Совместно с профессором Дж. Маккендриком из Глазго Дьюар исследовал физиологическое действие света и, в частности, изменения, происходящие в электрическом состоянии сетчатки. В 1878 году вместе с профессором Г. Д. Ливингом в Кембридже была начата большая серия спектроскопических исследований, более поздние из которых были посвящены спектроскопическому изучению различных газообразных элементов, выделяемых из атмосферного воздуха при помощи низких температур. Вместе с профессором Дж. Флемингом из Университетского колледжа Лондона были исследованы электрические свойства веществ, охлаждаемых до сверхнизких температур.
Наиболее известно имя Дьюара в связи с его работой над сжижением так называемых постоянных газов и его исследованиями температур, близких к абсолютному нулю. Его интерес к этой области физики и химии приходится на начало 1870-х гг. В 1874 году он делает доклад на тему «Внутренняя теплота жидких газов» перед Британской Ассоциацией. В 1878 году в Королевском институте была прочитана лекция, посвящённая последним работам Луи Поля Кайете и Рауля Пикте, во время которой был продемонстрирован работающий аппарат Кайете. Шесть лет спустя, снова в Королевском институте, Дьюар сделал обзор исследований С.-Ф. А. Врублевского и К. Ольшевского и впервые продемонстрировал на публике опыт сжижения кислорода и воздуха. Вскоре после этого Дьюар построил машину, из которой сжиженный кислород отсасывался через клапан и использовался в качестве охлаждающего агента в научно-исследовательских работах, связанных с изучением метеоритов. Примерно в то же время был получен кислород в твердом состоянии.
К 1891 году в Королевском институте были спроектированы и построены машины, производившие жидкий кислород в промышленных количествах, а к концу того же года Дьюар показал, что и жидкий кислород, и жидкий озон сильно притягиваются магнитом. В конце 1892 года ему пришла идея использования сосудов с вакуумной оболочкой для хранения жидких газов, что привело к созданию сосуда Дьюара (термоса, или вакуумной колбы) — наиболее известного изобретения Дьюара. 20 января 1893 года Дьюар впервые продемонстрировал перед аудиторией на публичной лекции изобретённый им сосуд с вакуумными стенками. Вакуумная колба оказалась настолько эффективна для теплоизоляции, что позволила сохранять газы в жидком состоянии на протяжении достаточно длительного периода, позволившего изучить их оптические свойства. Дьюар не получил прибыли от широкого внедрения своего вакуумного сосуда — он проиграл судебное дело против компании «Термос», которая получила патент на его изобретение. Хотя Дьюар и был признан изобретателем, он не имел права остановить использование своей модели компанией «Термос», так как не имел патента на своё изобретение.
Следующий эксперимент Дьюара со струей водорода при высоком давлении показал, что низкие температуры достигаются благодаря эффекту Джоуля-Томсона, а полученные успешные результаты позволили ему построить в Королевском институте регенеративную охлаждающую машину. С помощью этой машины в 1898 году им впервые был получен водород в жидком состоянии, а в 1899 году — водород в твёрдом состоянии. Он старался сжижить последний из оставшихся газов — гелий, который конденсируется при температуре −268,9°С, но в силу ряда причин, включая недостаточное количество гелия, Дьюара опередил Хейке Камерлинг-Оннес, который стал первым человеком, превратившим гелий в жидкость (1908 г.). Позже Камерлинг-Оннес получит Нобелевскую премию в области физики за исследования свойств веществ при низких температурах. Дьюар был номинирован на Нобелевскую премию несколько раз, но ему так и не удалось получить её.
В 1905 году он начал исследование способности древесного угля абсорбировать газы при понижении температуры и использовал эти результаты для получения высокого вакуума, который был пригоден для дальнейших экспериментов по атомной физике. Исследования свойств элементов при низкой температуре и особенно в области низкотемпературной калориметрии продолжались вплоть до начала Первой мировой войны. Но позднее вызванная войной нехватка кадров в Лаборатории Королевского Института помешала Дьюару продолжить исследования. Его работа во время и после войны была в основном посвящена изучению поверхностного натяжения в мыльных пузырях, а не свойствам веществ при низкой температуре.

## Последние годы жизни
Несмотря на то, что Дьюар не получил признания Шведской Академии, он был отмечен до и после смерти многими другими институтами в Англии и за границей. В июне 1877 года Лондонское Королевское Общество избрало его своим членом и наградило медалями Румфорда (1894 г.), Дэви (1909 г.), Копли (1916 г.), а также в 1901 году пригласило выступить с Бейкеровской лекцией. В 1899 году он стал первым лауреатом Золотой медали Ходжкинса от Смитсоновского Института за вклад в знания о составе и свойствах атмосферного воздуха. В 1904 году Дьюар стал первым британцем, получившим медаль Лавуазье от Французской Академии наук, а в 1906 году он удостоился награды Итальянского научного общества — медали Маттеуччи. В 1904 году учёный был возведен в рыцарское достоинство, Королевское Общество Эдинбурга вручило ему награду Gunning Victoria Jubilee Prize (за 1900—1904 гг.), а Общество Искусств — медаль Альберта (1908 г.). В честь Дьюара был назван лунный кратер.
Джеймс Дьюар умер в 1923 году в Лондоне, будучи Фуллеровским профессором химии в Королевском Институте . Он был кремирован в крематории Голдерс Грин, где и хранится его прах.